# Incendie du Kiss

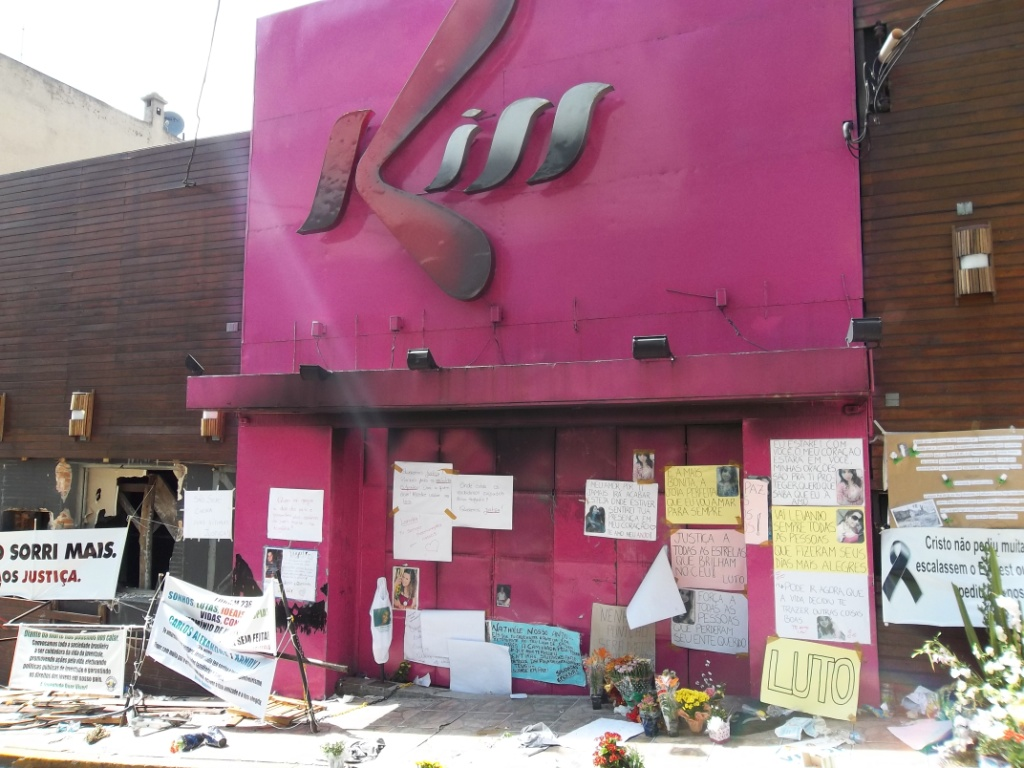
Messages et fleurs en hommages aux victimes devant la discothèque.

L'incendie du Kiss a lieu le 27 janvier 2013 à Santa Maria, au Brésil. La discothèque Kiss est touchée par un incendie qui fait de très nombreuses victimes.
Considéré comme le deuxième incendie le plus dévastateur de l'histoire du Brésil après celui du cirque de Niterói, il fait 242 morts et au moins 630 blessés. Le bilan est élevé à cause de l'utilisation d'une pièce pyrotechnique de plein air à l'intérieur du bâtiment, qui a embrasé l'isolation acoustique en mousse.